# 화의옹주 김씨
화의옹주 김씨(和義翁主 金氏, ? ~ 1428년 12월 14일)는 조선 태조의 후궁이다. 김해의 관기 출신으로 이름은 칠점선(七點仙)이다.

## 생애
1398년(태조 7년)에 화의옹주로 봉해졌다.
슬하에 딸 숙신옹주를 두어 당성위(唐城尉) 홍해(洪海)에게 출가시켰다.
1428년(세종 10년)에 죽었고, 이에 세종이 쌀과 콩 합계 30석과 종이 80권을 부의로 내려 주었다.

## 가족 관계
- 시아버지 : 환조(桓祖, 1315 ~ 1360)
- 시어머니 : 의혜왕후 최씨(懿惠王后 崔氏, 생몰년 미상)
  - 남편 : 태조(太祖, 1335 ~ 1408)
    - 딸 : 숙신옹주(淑愼翁主, ? ~1453)